# Game Center
Game Center（ゲーム センター）とはAppleが提供するオンラインマルチプレイヤーソーシャルゲームネットワークである。ユーザーは友達を招待しマッチメイキング、他人のスコアを追跡したり、リーダーボードでハイスコアを競い合うといったマルチプレイヤーゲームをすることができる。2010年8月8日に発表され、iOS 4.1がリリースされた9月8日に一般公開され、11月にはiPad上のiOS 4.2に対応した。2011年10月、iOS 5に対応する形でメジャーアップデートし、ターンベースマッチへの対応が追加された。
2012年2月16日、AppleはOS Xの最新バージョンにもGame Centerを搭載すると発表し、7月25日、OS X Mountain Lionに組み込まれた。 
Game CenterはiOS 4.1以降にて開発者によってCocoa TouchフレームワークセットのGameKitフレームワークを実装できる。

## 歴史
2008年7月10日にAppleがApp Storeをスタートさせて以来ゲームはiOSプラットフォームの中でメジャーなジャンルとなっていったが、現市場において他のゲーム機とは異なりAppleには統一されたマルチプレイヤーやソーシャルシステムが無かった。この不在はまもなくOpenFeint、Plus+、AGON Online、Scoreloopといったサードパーティによって補われた。これらのサードパーティはまた複数のサードパーティを伴ってオンラインゲーム環境を制御し、非統一なエクスペリエンスを脱した。
Game Centerは2010年4月8日に開催されたiOS 4プレビューイベント内で発表され、8月にプレビュー版がAppleの登録開発者にリリースされた。同年9月8日にiPhone 4、iPhone 3GS、第4世代iPod touchに対応したiOS 4.1やiPad上で動作するiOS 4.2に搭載された。
iOS 5のリリース時にGame Centerはアップデートされターンベースゲームとプレイヤーの写真掲載、友達提案、アチーブメントポイント機能が追加された。iPhone 5と共にリリースされたiOS 6でのアップデートではGame Center対応ゲームを起動したらバックグラウンドでGame Centerが動き、複数回接続を促される。これに関してゲームをプレイしたい時にベストなユーザーエクスペリエンスになると考えられるが、接続できない場合ゲームを再開した時にログインを促され、それをコントロール出来ない。
2016年9月13日、iOS 10の提供とともにGame Centerは「設定アプリ」の機能の一部として組み込まれ、単独のアプリケーションとしては廃止された。
2020年6月、WWDC20でGame Centerのユーザーインターフェースが変わることが発表され、その後のアップデートによって実装された。また、開発者にとってカスタマイズがしやすいものとなった。

## 機能
Game Centerでは友だちと接続し、友だちにリクエストを送信してゲームを始めたり、オンラインマルチプレイヤーゲームを構築できる。いくつかのゲームはアチーブメント（達成項目）という特定の条件をクリアすることでポイントが貰える機能がある。ゲームによってはリーダーボードという友達や世界中の人のスコアを競う機能もある。
PlayStation のトロフィーシステムやXboxの実績とほぼ同じであり達成項目を沢山解除していてもレベルが上がるということはない。
Game Centerでは達成項目を達成すると通知が来る場合もあり、通知は送られないが裏で達成しているということもある。
多くのiOSゲームはGame Centerを使うが全ての使用ゲームが全機能を使うわけではない。対応アプリケーションは以下の機能の何れか、もしくは全てを使用する。
- リーダーボード – 友達や世界中のその他プレーヤーとスコアを競う。
- アチーブメント – 目標の達成を友達と競う。
- マルチプレイヤー – 友だちとのリアルタイムでの試合、もしくはオートマッチングという世界中のプレーヤーからランダムに対戦相手が決まる形式の試合。

マルチプレイヤーは設定にてオン、オフが可能。

## ユーザー情報

### Nickname
Game Canter上でのプレーヤーのユーザー名をNickname（愛称）という。Nicknameは唯一でなければならないが、アカウント設定で変えることが出来る。NicknameはGame Centerの友だち検索に現れているプレーヤーを検索するのに使われている。

### Apple Account
プレーヤーはGame CenterでのNicknameを決めるためにApple Accountを作成しなければならない。もし作成していない場合はGame CenterにてApple Accountを作成するオプションがある。1つのみのNicknameとApple Accountをいつでも関連付けることができる。

### ポイント
Game Centerのアチーブメント追跡システムの一部としてプレーヤーにポイントが与えられる。プレーヤーは特定のゲーム内チャレンジのミーティングでポイントを稼ぐことが出来る。

### プロフィール
各プレーヤーにはGame Canterにてプロフィールが割り当てられる。プロフィールはプレーヤーのNickname、所持対応ゲーム数、友達数、アチーブメントポイント数、任意での写真（iOS 5以降）、自身が定義したステータスで構成される。

## 対応デバイス
Game CenterはiOSが動くデバイスに対応しており、iOS 4.1以降のiPhone、iPod、iPod Touch、iOS 4.2以降のiPadで動作する。他にも第2、3、4世代iPod Touch、iPhone 3GS、4、4S、5やiPad全モデル、そしてOS X Mountain Lionが動くMacで動作する。
iPhone 3Gや初代iPhoneでは本来動作しないが、脱獄したiPhone 3Gで非公式ながら動作させることが出来る。OS X Mountain LionでもGame Centerは動作可能だが、立ちあげ時での対応ゲーム数はかなり少ない。